# Lisboa creche: jornal miniatura
Lisboa crèche : jornal miniatura oferecido em benefício das creches a sua majestade a Rainha a Senhora Dona Maria Pia da autoria de Xavier da Cunha, edição de David Corazzi, foi publicado em Lisboa, no ano de 1884. A direção artística coube a Rafael Bordalo Pinheiro e a quem se junta uma equipa de  outros mestres da ilustração, a saber: Alfredo Roque Gameiro, Columbano Bordalo Pinheiro, Luigi Manini, Manuel de Macedo e Augusto Machado. Na colaboração literária assinam, entre outros: António Ennes, Brito Aranha, Guiomar Torresão, Camilo Castelo Branco, Gervásio Lobato, Henrique Lopes de Mendonça, José Curry da Câmara Cabral, João de Andrade Corvo, Manuel Pinheiro Chagas, João Crisóstomo de Abreu e Sousa, Luís Augusto Palmeirim, Manuel Bento de Sousa, Ramalho Ortigão, Júlio César Machado, Augusto Ribeiro, Sousa Martins, Salomão Bensabat Saragga, António Castilho e Júlio de Castilho. Pertence à rede de Bibliotecas municipais de Lisboa e é considerado uma "raridade bibliográfica".